# Burey
Burey is een gemeente in het Franse departement Eure (regio Normandië) en telt 292 inwoners (2004). De plaats maakt deel uit van het arrondissement Évreux.

## Geografie
De oppervlakte van Burey bedraagt 5,4 km², de bevolkingsdichtheid is 54,1 inwoners per km².
De onderstaande kaart toont de ligging van Burey met de belangrijkste infrastructuur en aangrenzende gemeenten.

## Demografie
Onderstaande figuur toont het verloop van het inwonertal (bron: INSEE-tellingen).